# Xã Culver, Quận Ottawa, Kansas
Xã Culver (tiếng Anh: Culver Township) là một xã thuộc quận Ottawa, tiểu bang Kansas, Hoa Kỳ. Năm 2010, dân số của xã này là 248 người.